# Craugastor stuarti
Craugastor stuarti is een kikker uit de familie Craugastoridae. De soort werd voor het eerst wetenschappelijk beschreven door John Douglas Lynch in 1967. Oorspronkelijk werd de wetenschappelijke naam Eleutherodactylus stuarti gebruikt. De soortaanduiding stuarti is een eerbetoon aan de Amerikaanse herpetoloog Laurence Cooper Stuart (1907 - 1983).
De soort komt voor in delen van Midden-Amerika en leeft in de landen Guatemala en Mexico. Craugastor stuarti wordt bedreigd door het verlies van habitat.